# Javier Raya
Javier Raya (Francisco Javier Raya Buenache, Colmenar Viejo, 20 de abril de 1991) es un patinador sobre hielo español. En 2011 fue campeón sénior nacional español. Ha representado a España en el Campeonato Europeo, el Campeonato Mundial y los Juegos Olímpicos de Sochi en 2014

## Carrera deportiva
Raya empezó a patinar en 1998 en una pista cercana a la estación de Chamartín en Madrid. Su primera entrenadora fue Jocelyn Flanagan y posteriormente lo fueron Carolina Sanz y Jordi Lafarga en Madrid. Pasó estancias formativas en Canadá durante los veranos. Ha trabajado con Daniela Slovak en Calgary, Manon Perron en Montreal, y Brian Orser en Toronto.
Raya debutó en un campeonato europeo en 2011, acabando 19.º. Padeció una lesión de pierna antes de Nebelhorn Trofeo de 2011, de la que se recuperó en noviembre. Se retiró de los Campeonatos españoles de 2012 debido a una enfermedad, y más tarde se perdió los europeos de 2012, aunque compitió en los Mundiales de 2012, donde logró el puesto 24.º.
Raya compitió en los Juegos Olímpicos de Invierno de 2014 de Sochi y se situó el 25.º. Se retiró de los Campeonatos Mundiales de 2014 debido a un problema en el abductor del pie izquierdo. En los Campeonatos europeos de 2015 en Estocolmo, obtuvo el puesto 21.º en el programa corto, 14.º en el patinaje libre y 14.º en la clasificación general. No logró clasificarse para la fase del programa libre en los Mundiales de 2016 y 2017. En el Campeonato Europeo de 2017 acabó decimoctavo.

## Vida personal
Estudió ballet de los 6 a los 17 años. Después Comunicación audiovisual en la Universidad Complutense de Madrid. En mayo de 2016 hizo pública su homosexualidad en una publicación de Instagram.

## Programas
| Temporada | Programa corto                                                                                         | Programa libre                                                                        |
| --------- | --- | ------------------------------------------------------------------------------------- |
| 2016–2017 | Porgy and Bess George Gershwin                                                                         | Turandot Giacomo Puccini                                                              |
| 2015–2016 | Saturday Night Fever Barry Gibb, Maurice Gibb, Robin Gibb y David Shire Coreografiado por Joey Russell | - Carne Cruda Fernando Egozcue - Lejos Ara Malikian Coreografiado por Antonio Najarro |
| 2014–2015 | Moulin Rouge Craig Armstrong                                                                           | West Side Story Leonard Bernstein                                                     |
| 2013–2014 | Los miserables Claude-Michel Schönberg                                                                 | Sing sing sing Louis Prima Sing sing sing Glenn Miller                                |
| 2012–2013 | Como Siento Yo Hip hip chin chin                                                                       | Funeral para un Amigo Elton John                                                      |
| 2011–2012 | Tango                                                                                                  | Me Encanta París The Witnesses                                                        |
| 2010–2011 | Can Can                                                                                                | Tosca Giacomo Puccini                                                                 |
| 2009–2010 | Capone Ronan Hardiman                                                                                  | Romeo y Julieta                                                                       |
| 2008–2009 | Capone Ronan Hardiman                                                                                  | Concierto de Aranjuez Joaquín Rodrigo                                                 |
| 2007–2008 | Libertango Astor Piazzolla                                                                             | Concierto de Aranjuez Joaquín Rodrigo                                                 |
| 2006–2007 | Libertango Astor Piazzolla                                                                             | Don Quijote Ludwig Minkus                                                             |

## Resultados
| Resultados competitivos por temporada                |        |       |        |        |       |       |       |       |       |       |       |
| Competición                                          | 06–07  | 07–08 | 08–09  | 09–10  | 10–11 | 11–12 | 12–13 | 13–14 | 14–15 | 15–16 | 16-17 |
| Juegos Olímpicos                                     |        |       |        |        |       |       |       | 25.º  |       |       |       |
| Campeonato Mundial de Patinaje Artístico sobre Hielo |        |       |        |        |       | 24.º  |       |       |       | 25.º  | 27.º  |
| Campeonato Europeo de Patinaje Artístico sobre Hielo |        |       |        |        | 19.º  |       | 16.º  | 18.º  | 14.º  |       | 18.º  |
| Campeonato del Mundo Júnior                          | 29.º   |       | 19.º   | 12.º   |       |       |       |       |       |       |       |
| Campeonato de España de Patinaje sobre Hielo         | 2.º J. |       | 2.º J. | 1.º J. | 1.º   |       | 2.º   | 2.º   | 2.º   | 3.º   | 2.º   |
| Niveles: J. = Junior                                 |        |       |        |        |       |       |       |       |       |       |       |